# Prunus havardii
Prunus havardii là loài thực vật có hoa trong họ Hoa hồng. Loài này được (W. Wight) W. Wight ex S.C. Mason miêu tả khoa học đầu tiên năm 1913.